# Belaja Glina
Belaja Glina (anche Belaja-glina) è un centro abitato della Russia.